# Ulcinj
Ulcinj er en by i Montenegro. 
Byen Ulcinj er en af de ældste byer på Adriaterhavskysten. Arkæologiske udgravninger viser, at den præhistoriske Ulcinj har tilhørt illyrene. Den gamle by er grundlagt i det 5. århundrede f.Kr. og hed Colchinijum. Byen havde den største fremgang i tiden under den frie stat Illyrien. I det 2. århundrede f.Kr. blev byen overtaget af romerne fra den illyrske stamme Olcinijats (i 163 f.Kr.) og det gamle Colchinijum blev til Olchinijum og fik status som Opida civium romanorum – en by med særligt privilegium, og senere fik den status som Municipia – en by med selvstændig status. Med sin gode geografiske beliggenhed og det milde klima har byen altid været mål for de forskellige besættelsesmagter.
Bymurene er tit blevet ødelagt under krigene og rejst igen efter dem. Ulcinj var en af byerne som Byzans-tsaren Justinian 1. (regeringsperiode 527-565) genopbyggede, og de andre herskere tilføjede andre bygninger. Efter byen blev erobret af den serbiske grev Stefan Nemanja i året 1183, blev den en af de vigtigste kystbyer med blandet slavisk, albansk og romersk karakter.
I året 1242 nåede en horde af mongoler til bymuren efter et lynangreb, men efter en mislykket belejring af byen gav de op og til gengæld ødelagte de nabobyen Svac og dræbte alle dens indbyggere. I slutningen af det 13. århundrede genopbyggede dronning Jelena byen.
I 1423 kom byen under Venedigs beskyttelse og blev i deres magt til 1571 da tyrkerne erobrede og ødelagde den totalt. Ulcinj blev befriet fra tyrkerne den 11. januar 1878 men blev af Østrig-Ungarn givet tilbage til Montenegro den 30. november 1880.
41°55′25″N 19°12′20″Ø / 41.9236°N 19.2056°Ø